# 龍城弘人
龍城 弘人（たつしろ ひろと）は、元大阪市音楽団団長。日本のクラリネット奏者。

## 経歴
明星高等学校を卒業した。大阪市音楽団でクラリネット主席奏者を務め、1998年に団長に就任した（在任2001年まで）。
全国吹奏楽コンクール審査員や、教育機関での指導もおこなった。